# Compsulyx cochereaui
Compsulyx cochereaui är en fjärilsart som beskrevs av Pierre E.L. Viette 1971. Compsulyx cochereaui ingår i släktet Compsulyx och familjen svärmare. Inga underarter finns listade i Catalogue of Life.